# Championnat de Pologne de football 2023-2024
Navigation
Ekstraklasa 2022-2023 Ekstraklasa 2024-2025
La saison 2023-2024 de l'Ekstraklasa est la 98e saison de la première division polonaise. Les dix-huit meilleurs clubs du pays sont regroupés au sein d'une poule unique où ils s'affrontent à deux reprises, à domicile et à l'extérieur, jouant chacun 34 rencontres pour un total de 306 matchs. La saison commence le 21 juillet 2023 et prend fin le 25 mai 2024.
Les trois premières places de ce championnat sont qualificatives pour les compétitions européennes que sont la Ligue des champions et la Ligue Conférence. Une quatrième place est attribuée au vainqueur de la coupe nationale.
Le Jagiellonia Białystok remporte son premier titre de champion de Pologne en terminant à égalité de points avec le Śląsk Wrocław mais s'assurant la première place grâce à la différence de buts dans leurs confrontations directes.

## Clubs participants
- Raków Częstochowa
- Legia Varsovie
- Lech Poznań
- Pogoń Szczecin
- Piast Gliwice
- Górnik Zabrze
- KS Cracovie
- Warta Poznań
- Zagłębie Lubin
- Radomiak Radom
- Stal Mielec
- Jagiellonia Białystok
- Korona Kielce
- Widzew Łódź
- Śląsk Wrocław
- ŁKS Łódź - promu de D2
- Ruch Chorzów - promu de D2
- Puszcza Niepołomice - promu de D2

## Compétition

### Règlement
Le classement est calculé avec le barème de points suivant : une victoire vaut trois points, le match nul un. La défaite ne rapporte aucun point.
À égalité de points, les critères de départage sont les suivants :
1. Résultats dans les confrontations directes (points puis différence de buts). Ce critère n'est appliqué que lorsque l'ensemble des matchs entre les équipes concernées ont été disputés.
2. Différence de buts générale ;
3. Nombre de buts marqués ;
4. Nombre de matchs gagnés ;
5. Nombre de matchs gagnés à l'extérieur ;
6. Nombre de points liés aux cartons jaunes et rouges (3 points pour un carton rouge, 1 pour un carton jaune)
7. Meilleure place au classement du fair-play ;
8. Tirage au sort.

### Classement
| Rang | Équipe                | Pts | J  | G  | N  | P  | Bp | Bc | Diff |
| ---- | --------------------- | --- | -- | -- | -- | -- | -- | -- | ---- |
| 1    | Jagiellonia Białystok | 63  | 34 | 18 | 9  | 7  | 77 | 45 | +32  |
| 2    | Śląsk Wrocław         | 63  | 34 | 18 | 9  | 7  | 50 | 31 | +19  |
| 3    | Legia Varsovie S      | 59  | 34 | 16 | 11 | 7  | 51 | 39 | +12  |
| 4    | Pogoń Szczecin        | 55  | 34 | 16 | 7  | 11 | 59 | 38 | +21  |
| 5    | Lech Poznań           | 53  | 34 | 14 | 11 | 9  | 47 | 41 | +6   |
| 6    | Górnik Zabrze         | 53  | 34 | 15 | 8  | 11 | 45 | 41 | +4   |
| 7    | Raków CzęstochowaT    | 52  | 34 | 14 | 10 | 10 | 54 | 39 | +15  |
| 8    | Zagłębie Lubin        | 47  | 34 | 13 | 8  | 13 | 43 | 50 | -7   |
| 9    | Widzew Łódź           | 46  | 34 | 13 | 7  | 14 | 45 | 46 | -1   |
| 10   | Piast Gliwice         | 43  | 34 | 9  | 1  | 9  | 38 | 35 | +3   |
| 11   | Stal Mielec           | 43  | 34 | 11 | 10 | 13 | 42 | 48 | -6   |
| 12   | Puszcza Niepołomice P | 40  | 34 | 9  | 13 | 12 | 39 | 49 | -10  |
| 13   | KS Cracovie           | 39  | 34 | 8  | 15 | 11 | 45 | 46 | -1   |
| 14   | Korona Kielce         | 38  | 34 | 8  | 14 | 12 | 40 | 44 | -4   |
| 15   | Radomiak Radom        | 38  | 34 | 10 | 8  | 16 | 41 | 58 | -17  |
| 16   | Warta Poznań          | 37  | 34 | 9  | 10 | 15 | 33 | 43 | -10  |
| 17   | Ruch Chorzów P        | 32  | 34 | 6  | 14 | 14 | 40 | 55 | -15  |
| 18   | ŁKS Łódź P            | 24  | 34 | 6  | 6  | 22 | 34 | 75 | -41  |

Qualifications européennes
Ligue des champions 2024-2025
- 1er : deuxième tour de qualification

Ligue Conférence 2024-2025
- 2e et 3e : deuxième tour de qualification

Relégation en I liga 2024-2025
- 16e au 18e : relégation

Abréviations
- Le Wisła Cracovie évoluant en deuxième division polonaise est le vainqueur de la Coupe de Pologne et se qualifie pour le premier tour de qualification de la Ligue Europa 2024-2025[2].

## Bilan de la saison
| Championnat de Pologne de football 2023-2024 |                                   |
| Champion                                     | Jagiellonia Białystok (1er titre) |
| Dauphin                                      | Śląsk Wrocław                     |
| Coupes et trophées                           |                                   |
| Vainqueur de la Coupe de Pologne 2023-2024   | Wisła Cracovie                    |
| Vainqueur de la Supercoupe de Pologne 2023   | Legia Varsovie                    |
| Qualifications continentales                 |                                   |
| Ligue des champions 2024-2025                | Jagiellonia Białystok             |
| Ligue Europa 2024-2025                       | Wisła Cracovie                    |
| Ligue Conférence 2024-2025                   | Śląsk Wrocław                     |
| Ligue Conférence 2024-2025                   | Legia Varsovie                    |
| Promotions et relégations                    |                                   |
| Promus en Ekstraklasa                        | Lechia Gdańsk                     |
| Promus en Ekstraklasa                        | GKS Katowice                      |
| Promus en Ekstraklasa                        | Motor Lublin SA                   |
| Relégués en I liga                           | ŁKS Łódź                          |
| Relégués en I liga                           | Ruch Chorzów                      |
| Relégués en I liga                           | Warta Poznań                      |